# The Master Mystery
The Master Mystery è un serial cinematografico del 1919 in 15 episodi diretto da Harry Grossman e da Burton L. King. Il film uscì nelle sale nel marzo del 1919, interpretato da Harry Houdini che, in alcune scene, venne sostituito da Bob Rose, uno stuntman non accreditato.

## Trama
Quentin Locke combatte contro una banda di criminali che utilizza come arma speciale un robot avanzato di nome Automaton, per poi scoprire che l'automa era controllato dall'interno dal capo della banda stessa.

### Titoli degli episodi
1. Living Death -  1º marzo 1919 (3 rulli)
2. The Iron Terror
3. The Water Peril
4. The Test
5. The Chemist's Shop
6. The Mad Genius
7. Barbed Wire
8. The Challenge
9. The Madagascan Madness
10. The Binding Ring
11. The Net
12. The Death Noose
13. The Flash of Death
14. The Tangled Web
15. Bound at Last; or, Unmasking of the Automaton - 1º maggio 1919[2]

## Produzione
Il film fu prodotto dalla Rolfe Photoplays (con il nome B.A. Rolfe Productions) con il titolo di lavorazione The Houdini Serial.

## Distribuzione
Distribuito dalla Octagon Films Inc., il film uscì nelle sale cinematografiche USA nel marzo 1920.
Copia del film (positivo incompleto) è conservata negli archivi del Cohen Media Group (Raymond Rohauer collection).